# Empresa zombi

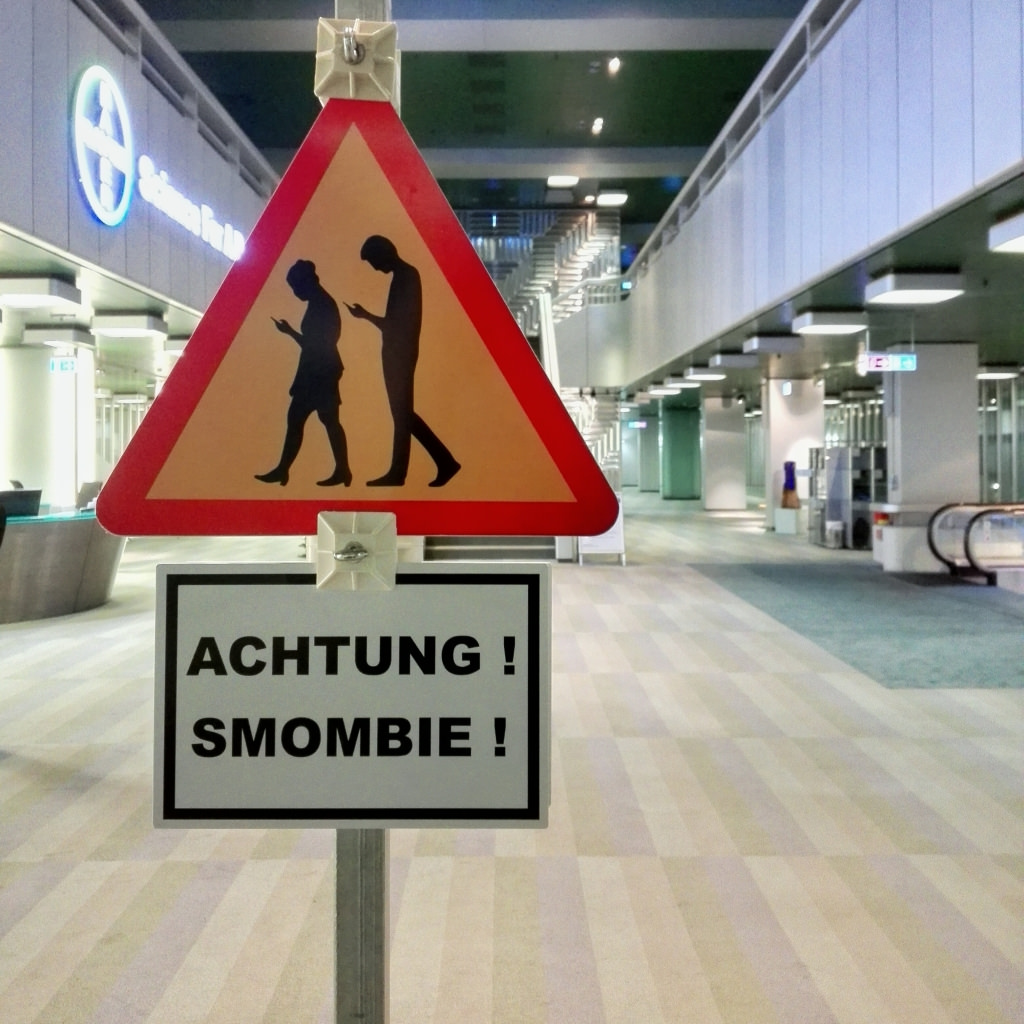
Señal de alerta en las dependencias de una empresa contra las personas que caminan distraídas mirando sus móviles

En economía política, una empresa zombi o empresa desahuciada es una empresa no rentable que solo sigue operando porque los bancos le proporcionan refinanciación de sus deudas.

## Descripción
Las empresas zombi son empresas endeudadas que, aunque generan caja, después de cubrir los gastos de funcionamiento, los gastos fijos (sueldos, tasas, alquiler) solo tienen fondos suficientes para pagar los intereses de sus préstamos, pero no la deuda en sí. En esa situación, generalmente dependen de la refinanciación de la deuda que vence para su continuar existiendo, y pueden enfrentar riesgos de solvencia si aumentan los tipos de interés o los inversores se niegan a proporcionar financiación adicional. Tampoco pueden invertir.
Toman esta denominación de la palabra "zombi", que en el folclore haitiano es un cadáver reanimado por un brujo para servir a sus fines.
Con esta definición, una empresa rentable se puede convertir en zombi durante un período transitorio, por ejemplo una recesión, y al revés, empresas consideradas zombis pueden dejar atrás esa condición en tiempos de bonanza, si aumentan sus ingresos y reducen su deuda. Por esta razón, para que la definición tenga sentido, la situación debe mantenerse por un tiempo. La Organización para la Cooperación y el Desarrollo Económicos (OCDE) las define como «compañías con más de diez años de existencia que no cubren su carga de intereses con su excedente bruto de explotación durante al menos tres años consecutivos».
A veces se las denomina, incorrectamente, empresas fantasma (también llamadas empresas pantalla o sociedades interpuestas). Son diferentesː la empresa zombi tiene actividad, tiene empleados, produce bienes o da servicios. La empresa fantasma no tiene actividad ni empleados, solo existe sobre el papel y se utiliza para ocultar operaciones o defraudar fiscalmente.
La denominación "desahuciada" no tiene que ver con el desahucio por impago de una hipoteca, sino que es una metáfora de la utilización médica del términoː "enfermo desahuciado" es el que ya no tiene esperanzas de curación. Como se ha visto, es una denominación injusta, porque muchas empresas zombis pueden recuperarseː en España en 2013 representaban el 16 % de las empresas, y en 2018 habían caído a solo el 8 %.

## Historia
El término "empresa zombi" se aplicó a las empresas japonesas respaldadas por bancos japoneses durante el período conocido como la "década perdida" después del colapso de la burbuja financiera e inmobiliaria en Japón en 1990. Los bancos japoneses continuaron apoyando a las empresas débiles o en quiebra técnica. El minorista Daiei es un ejemplo de una gran empresa que se expandió enormemente durante el período que condujo al colapso de 1990 y, en otras circunstancias, se hubiera esperado que hubiera entrado en suspensión de pagos o en bancarrota. Se informó que el ministro de Finanzas, Takeo Hiranuma, describió a la empresa de 96.000 empleados como "demasiado grande para quebrar".
El término recuperó popularidad en los medios durante 2008 para las empresas que recibieron rescates del Programa de Alivio de Activos con Problemas de EE. UU. (TARP por sus siglas en inglés).
En 2016, tras la recesión en China, las empresas industriales chinas (acero, aluminio, papel, etc.) habían desarrollado problemas de exceso de capacidad que aumentó del 0 % en 2007 a un promedio del 13 % en 2015, con cifras superiores al 30 % en algunas industrias (cemento, acero) en 2014. En la Asamblea Popular Nacional de China (2016), el Gobierno reconoció el problema de las "empresas zombi" y anunció que cerraría o reorganizaría muchas empresas industriales estatales para 2020. En las industrias del carbón y el acero, se esperaba que la pérdida de trabajo resultante resultara en 1,8 millones de despidos (15 % de su plantilla), con un total estimado de despidos, contando las empresas auxiliares, de hasta 6 millones de trabajadores.
Durante la larga época (2008-2016) de tipos de interés casi nulos, e incluso negativos, en muchos países las empresas de todos los tamaños recurrieron frecuentemente a los mercados de deuda, creando potencialmente un panorama plagado de empresas zombis.

## Efectos
Las empresas zombi son motivo de preocupación de las autoridades económicas porque, por un lado, absorben mucha financiación de los bancos, dificultando que la haya para empresas que sí son rentables. Por otro lado, vuelven ineficientes los mercados donde operan, porque, para mantenerse a flote, venden a unos precios artificialmente bajos. Innovan menos. Reducen la productividad. Y finalmente, suponen una vulnerabilidad económica, ya que, si los tipos de interés se elevan, pueden quebrar en masa, cesar su actividad, despedir a sus trabajadores (que, debido a la desactualización de sus habilidades, pueden sufrir paro de larga duración) y arrastrar al sistema bancario. Cuanto mayor es el porcentaje de estas empresas en un país, más lastran su crecimiento.